# Заречная (Калужская область)
Заречная (Жеребятниково) — деревня в Медынском районе Калужской области России. Входит в сельское поселение «Деревня Гусево».

## Топоним
Ойконим Жеребятниково датируется 1776 годом. В народе из-за близости реки популярным стало название Заречная. С 1903 по 1980 годы населённый пункт упоминается под обоими наименованиями.

## География
Находится на Смоленско-Московской возвышенности Русской равнины. Стоит на берегу реки Шаня,  в 23 км от города Медынь, и в 7,4 км от центра сельского поселения — деревни Гусево. Ближайшие населённые пункты — деревня Рокотино(2,6 км), деревня Коняево(3,8 км), деревня Мешково (5,2 км).

## История
В 1782 году деревня Жеребятниково с частью пустоши Поповки принадлежала Марье Тимофеевне Мартыновой. Деревня находилась на правом берегу реки Шаня и на левом берегу речки Таловка. В ней 15 крестьянских дворов, 122 жителя
В 1859 году Жеребятниково (Жеребятники) — владельческое сельцо при реке Шаня. В сельце 20 дворов, 191 житель
В 1980 году деревню исключили из учётных данных
.
В 2022 году граждане, проживающие на территории деревни, вышли с инициативой о создании населённого пункта. Депутаты Сельской Думы СП «Деревня Гусево» поддержали инициативу и подготовили законопроект.
Новая деревня официально получила название Заречная согласно Распоряжению Правительства РФ от 11 марта 2023 г. № 565-р.

## Инфраструктура
Личное подсобное хозяйство с зоной сельскохозяйственного использования, индивидуальная застройка усадебного типа.
Подведено электричество

## Транспорт
Имеется гравийная дорога общего пользования протяжённостью 7 километров, гравийная дорога внутри населённого пункта
. 